# بريتاني بن
بريتاني بن هي لاعبة اتحاد الرغبي كندية، ولدت في 23 أبريل 1989 في بيلفي في كندا.

## وصلات خارجية
- بريتاني بن على موقع اللجنة الأولمبية الدولية (الإنجليزية)
- بريتاني بن على موقع أوليمبيديا (الإنجليزية)
- بريتاني بن على موقع اللجنة الأولمبية الكندية (الإنجليزية)